# Пхін

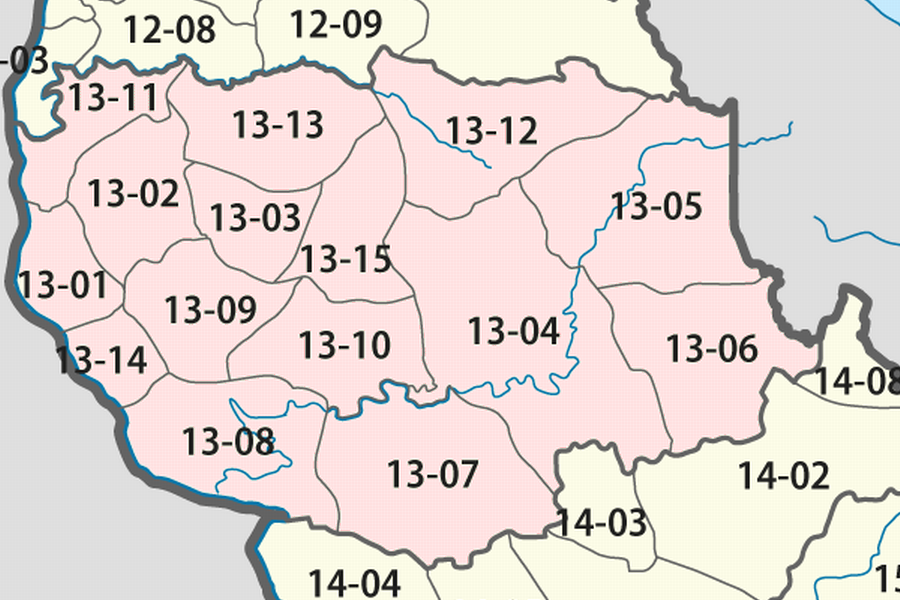
Число 13-04

Пхін — один з районів (лаос. ເມືອງ муанг) провінції Саваннакхет, Лаос.